# Western Michigan Broncos
Western Michigan Broncos är en idrottsförening tillhörande Western Michigan University och har som uppgift att ansvara för universitetets idrottsutövning.

## Idrotter
Broncos deltager i följande idrotter:
| Herrar - Amerikansk fotboll - Baseboll - Basket - Fotboll - Ishockey - Tennis | Damer - Basket - Cross County - Fotboll - Friidrott - Golf - Gymnastik - Softboll - Tennis - Volleyboll |

## Idrottsutövare

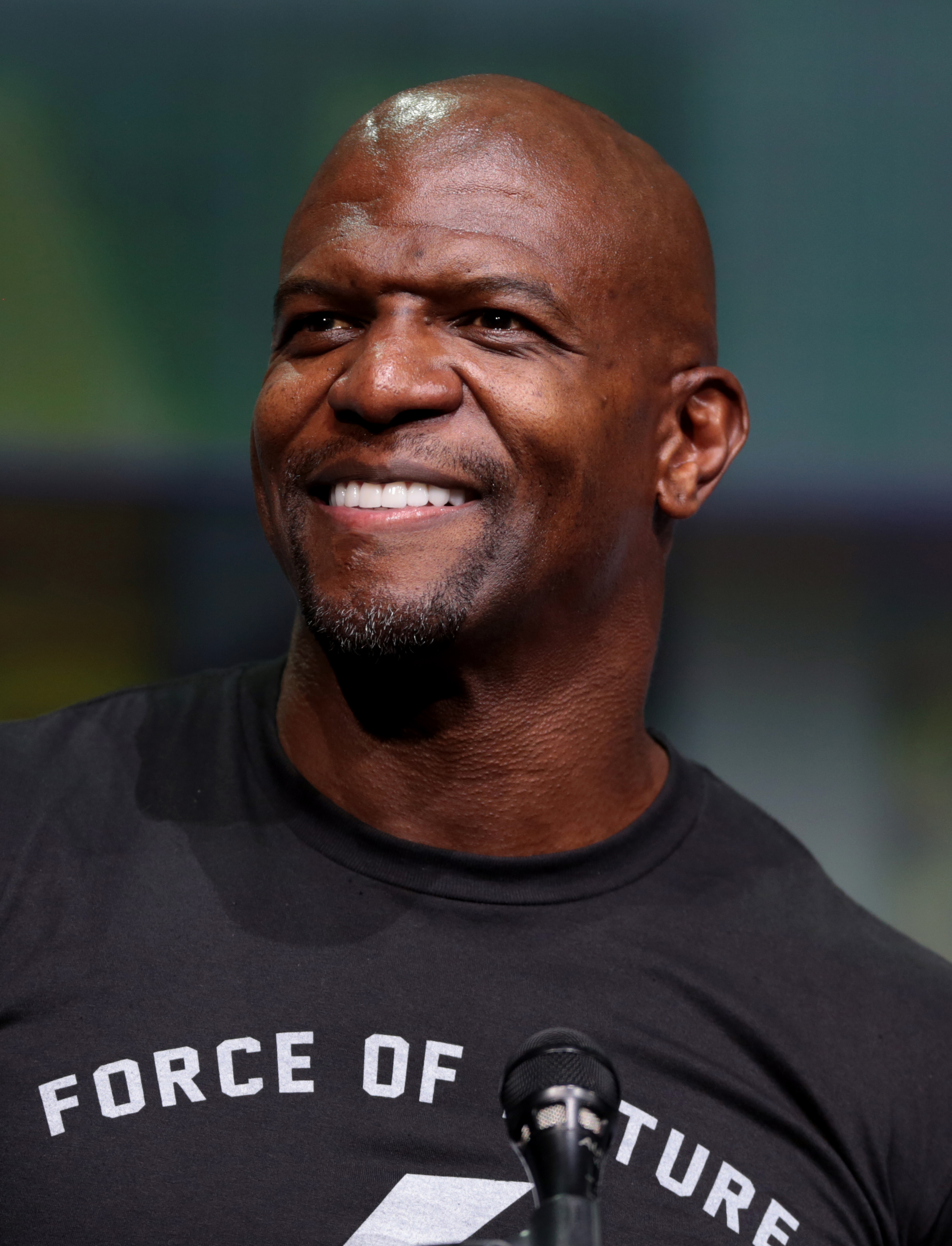
Terry Crews.

| Amerikansk fotboll - Terry Crews - Tony Scheffler Baseboll - Keegan Akin Friidrott - Judi Brown - William Porter Ishockey - Wade Allison - Ronnie Attard - Chase Balisy - Sam Colangelo - Kevin Connauton - Joe Corvo - Paul Cotter | - Danny DeKeyser - Sheldon Dries - Patrick Dwyer - Scott Foster - Ethen Frank - Glenn Healy - Keith Jones - Mark Letestu - Jamal Mayers - Hugh McGing - Griffen Molino - Jordan Oesterle - Jason Polin - Mattias Samuelsson - Corey Schueneman - Neil Smith - Matt Tennyson - Tim Washe |